# 田淵智也
田淵 智也（たぶち ともや、1985年4月26日 - ）は、日本のベーシスト、ソングライター、音楽プロデューサー。スリーピース・ロックバンドUNISON SQUARE GARDENおよび、ロックバンドTHE KEBABSのエレクトリックベースとコーラスを担当しているほか、音楽プロデュースチームQ-MHzのメンバーなど多方面で活躍・活動している。声優アーティストユニットDIALOGUE+の総合プロデューサーを務める他、LiSAを始めとする他歌手への楽曲提供も行っている。

## 人物

### 全般
早稲田大学政治経済学部卒業。専門ゼミは財政論。UNISON SQUARE GARDENのメンバー2人とは同い年で、斎藤宏介とは早稲田実業高等学校と早稲田大学の同級生、ドラムの鈴木貴雄とは小学校の同級生という間柄である。
父親の仕事の関係で、小学5年生の時に千葉県船橋市から東京都世田谷区に転居する（TOUR 2015-2016「プログラムcontinued」市川市文化会館公演のMCで発言）。
小学校時代はサッカー少年であり、将来の夢はJリーグのサッカー選手になることだった。バンドメンバーの鈴木も同じサッカークラブに所属していた。
大学時代、バイトとバンド活動をしながら単位を取っていた。トランポリンの単位だけを落としている。柔道部に入っていた時期もある。
高校入学時は自分より頭の良い生徒ばかりでショックを受け、このときのコンプレックスから猛勉強し学内で上位の成績となる。
アニメ、アニメソング、アニメソング作家、声優の知識があり、アニメソングファン。アニメソング専門雑誌「リスアニ!」では田淵による連載コーナー「呼び水なんてごめんだ」がある。
また、2019年より「アニソン派！project」を立ち上げ、定期的にトークイベント「アニソン派！」を開催・出演している。
好物は鶏の唐揚、あさり、ブロッコリー。嫌いなものはトマト、納豆。
田淵が好きなアニメソング作家のひとり、田代智一と自身田淵智也によるインターネットラジオ（ポッドキャスト）「たっち（田っ智）レディオ」を2011年4月から毎週日曜更新している。詳細は後述。
生誕40周年記念トークセッション『田淵智也』を2025年6月から6か月連続で開催。公式サイトも開設された。

### 音楽
UNISON SQUARE GARDENでは斎藤が作曲した2曲「スカースデイル」「三日月の夜の真ん中」、UNISON SQUARE GARDEN名義で作曲した「あまりに写実的な」を除く全ての楽曲の作詞・作曲を手掛けている。
作曲にはアコースティック・ギターを用いているといい、作曲において最も影響を受けたのはゆずであると語っている。なお、ゆずの楽曲で一番好きなのは「朝もやけ」とのこと。一方で、初めてアコースティック・ギターでカバーした楽曲はエレファントカシマシ「今宵の月のように」。
音楽は邦楽を幅広く好み、その原点は槇原敬之「君は僕の宝物」にあると言う。
影響を受けた音楽を限定的に明言することは多くないが、公言しているのはTHE HIGH-LOWSとthe pillows。特にバンドを始めようと思ったきっかけはTHE BLUE HEARTS「TRAIN-TRAIN」だと語っている。
「日本で一番見切れるベーシスト」と斎藤が評する通り、ステージを縦横無尽に駆け巡るプレイが特徴的。2013年のツタロックで斎藤の頭部と田淵のベースヘッドが衝突したことにより、斎藤が頭部から流血する怪我をしたことがある。
2014年2月14日、テレビ朝日系音楽番組「ミュージックステーション」に自身が作詞作曲を手掛けた「harmonized finale」でバンドとして初出演を果たした。
近年では個人としてLiSA、内田真礼、DIALOGUE+、スフィアメンバーのソロ活動の際などを中心に楽曲の提供・プロデュースなどを行っているほか、バンドとしてテレビアニメ『TIGER & BUNNY』、『血界戦線』、バンドや個人として『夜桜四重奏 〜ヨザクラカルテット〜』、2015年に始動したプロデュースチーム『Q-MHz』としてだけでなく、バンドとしても『ボールルームへようこそ』に楽曲書き下ろしなどで携わっている。
演奏楽器にベースを選択した理由は、とにかくバンド活動がやりたかったがベースをする人がいなかったのと、ギターをする人には上手い人が多かったからと語っている。
UNISON SQUARE GARDENの曲、及びレコーディングに参加した外部アーティストの曲ではほとんど指弾きで演奏するが、THE KEBABSの楽曲ではピックも用いる。
2023年以降は林直大(ex.フィッシュライフ)によるソロプロジェクト「多次元制御機構よだか」のライブに、THE KEBABSの鈴木浩之(Dr.)と共にサポートベースとして出演している。
長いアルバムが嫌いである。そのため45分程度のアルバムを作るように心がけているが一部のアルバムが45分オーバーをしている。
2015年10月29日、畑亜貴、田代智一、黒須克彦とともにプロデュースチーム・Q-MHzを結成。
2018年11月26日、佐々木亮介（a flood of circle）、新井弘毅（元 serial TV drama）、鈴木浩之（元ART-SCHOOL）とともにバンド・THE KEBABSを結成。
2020年2月19日、自主企画としてライブイベント「CAP A ROCK」を発表。ゲストバンドとして自らがメンバーとして在籍しているTHE KEBABSの他、パスピエとScoobie Doの計3組が参加する。

## 使用機材
- ベース
  - Sago Classic Style J4 Custom "Tabuchi Mk-Ⅲ"(シグネチャーモデル)  -現在のメインベース。20th anniversary SPECIAL LIVE 福岡が極まるより使用。以前のMk-Ⅱをベースにピックアップや木材、カラーリングの変更が行われた改良モデル。
  - Sago Classic Style J4 Custom "Tabuchi Mk-Ⅱ" Update Ver.　-Patrick Vegeeツアーより使用。ピックガードや弦、電装系などが変更されたモデル。現在バックアップ機として使用していることが確認できる。
  - Sago Classic Style J4 Custom "Tabuchi Mk-Ⅱ"（シグネチャーモデル） - 2019～24年までのメインベース。下記のJ4 Customをベースに、ピックアップや電気系統の変更が行われた改良モデル。
  - Sago Classic Style J4 Custom（シグネチャーモデル） - 2013～19年までのメインベース。サブベースとして同カスタムのものをもう1本所持しており、UNISON SQUARE GARDENのレコーディング・ライブは全てこの2本のみで行っていた。
  - Vanzandt Jazz Bass Type（3-tone Sunburst） - 指板にバインディングが施され、ブロックポジションが採用された70年代仕様モデル。インディーズ時代〜メジャー初期、「水と雨について」、「マスターボリューム」、「MR.アンディ」のMVなどで使用。
  - Fender Mexico Precision Bass - “CIDER ROAD”ツアーの際、「光のどけき春の日に」〜「いつかの少年」で使用。同ツアーのNHKホール公演のライブDVDでも使用が確認できる。またTHE KEBABSではメインベースとして使用している。
  - Nothing but the guitar Jazz Bass Type（個人製作ベース) - 佐久間正英が趣味として製作していたブランドのもの。2010～13年にかけて使用。ボディはアッシュ、指板はエボニー、LINDY FRALINのピックアップを搭載。
- アンプ
  - Ampeg SVT-VR （神田商会60周年記念モデル）
  - Fender Dual Showman 1977　スピーカーを大口径のものに交換
  - Aguilar DB751
  - Phil Jones Bass D-600　サブアンプとして使用
  - Aguilar DB212 キャビネット
- エフェクター
  - TECH21 Sansamp
  - BOSS PSM-5 パワーサプライ/スイッチャー
  - Crews Maniac Sound DPA-2 プリアンプ
  - EBS Micro Bass II プリアンプ
  - EBS　MULTICOMP
  - SHIGEMORI　PRETONE
  - Hartke Bass Attack プリアンプ
  - EDEN WTDI プリアンプ
  - HAYHUGE SwollenPickle ファズ
  - minimichine あをによし ブースター
  - EBS UNICHORUS
  - Hartke HF-44 ファズ
  - BOSS ODB-3 オーバードライブ
  - One Control Mosquito Blender
  - MXR M82 Bass Envelope Filter
  - Amptweaker Bass Tight Fuzz JR
  - Darkglass Electronics Microtubes X7 プリアンプ
  - HAO BASS LINER プリアンプ
  - MXR M108 10 Band Graphic EQ(ブースターとして使用)
  - Empress Effects Bass Compressor Blue
  - BOSS BB-1X Bass Driver
  - Darkglass Electronics Microtubes B7k Ultra プリアンプ
  - TECH21 SANSAMP Bass Driver DI V2
  - Aguilar TLC COMPRESSOR(THE KEBABSにて使用)
  - MXR M80 D.I. プリアンプ(THE KEBABSにて使用)
  - Darkglass Electronics Microtubes B1K(THE KEBABSにて使用)
  - clefs #1 Preamp Ver.2.0(THE KEBABSにて使用)
- ストラップ
  - LIVE LINE LS2400RBW
    - 虹色のギターストラップ。田淵のトレードマークの一つ。

  - 708Works Custom Strap
    - 特注の非売品。上のストラップを改良したもの。

  - LIVE LINE LS2000BC
    - 白黒チェック柄のギターストラップ。サブ機にて使用。現在はこちらも708Worksにてカスタムされている。

## 楽曲提供
| レーベル                                         | アーティスト | 楽曲タイトル                                                | 担当・提供                       | 初収録                                                   |
| ------------------------------------------------ | --- | ----------------------------------------------------------- | -------------------------------- | -------------------------------------------------------- |
| ワーナー・ブラザース・ホーム・エンターテイメント | 早見沙織 | PLACE                                                       | 作曲                             | ミニアルバム『シスターシティーズ』                       |
| ブシロードミュージック                           | Argonavis | What-if Wonderland!!                                        | 共作詞・共作曲                   | シングル「星がはじまる」                                 |
| ブシロードミュージック                           | Argonavis | 星がはじまる                                                | 共作詞・作曲                     | シングル「星がはじまる」                                 |
| ブシロードミュージック                           | Argonavis | Starry Line                                                 | 共作詞・共作曲                   | アルバム『Starry Line』                                  |
| ブシロードミュージック                           | Argonavis | きっと僕らは                                                | 共作詞・作曲                     | シングル『きっと僕らは/火花散ル』                        |
| JVCケンウッド・ビクターエンタテインメント        | Le☆S☆Ca（Tokyo 7th Sisters) | ミツバチ                                                    | 作曲・共編曲・ベース             | シングル「ミツバチ」                                     |
| JVCケンウッド・ビクターエンタテインメント        | 4U（Tokyo 7th シスターズ) | LOVE AND DEVIL                                              | 作曲・共編曲                     | シングル「LOVE AND DEVIL / アイノシズク」                |
| JVCケンウッド・ビクターエンタテインメント        | Gothic×Luck | ユメゴコチ進展系！                                          | 作詞・作曲                       | EP『おやすみ おはよ』                                    |
| JVCケンウッド・ビクターエンタテインメント        | ときのそら | ピッとして!マーマレード                                     | 作詞・作曲                       | アルバム『Sign』                                         |
| トイズファクトリー                               | V・りら・F（茅野愛衣） | 種も仕掛けもありふれて                                      | 作詞・作曲                       | アルバム『桜新町の鳴らし方。』                           |
| トイズファクトリー                               | 比泉秋名（梶裕貴） | ハレーションローテーション                                  | 作詞・作曲                       | アルバム『桜新町の鳴らし方。』                           |
| トイズファクトリー                               | 岸恭助、岸桃華（小野大輔、戸松遥） | 超力buddy!                                                  | 作詞・作曲                       | アルバム『桜新町の鳴らし方。』                           |
| トイズファクトリー                               | 館林水奈（高垣彩陽） | 足並み揃って selfish open heart!                            | 作詞・作曲                       | アルバム『桜新町の鳴らし方。』                           |
| トイズファクトリー                               | 槍桜ヒメ（福圓美里） | 約束のヴェール                                              | 作詞・作曲                       | アルバム『桜新町の鳴らし方。』                           |
| トイズファクトリー                               | 篠塚英二（小野友樹） | holy sensation                                              | 作詞・作曲・ベース               | アルバム『桜新町の鳴らし方。』                           |
| トイズファクトリー                               | 東鈴（又吉愛） | ただいま、sweet home                                        | 作詞・作曲・編曲                 | アルバム『桜新町の鳴らし方。』                           |
| トイズファクトリー                               | 七海アオ（藤田咲） | 適材適所サテライター                                        | 作詞・作曲                       | アルバム『桜新町の鳴らし方。』                           |
| トイズファクトリー                               | 岸桃華（戸松遥） | let me say‼︎                                                 | 作詞・作曲                       | アルバム『桜新町の鳴らし方。』                           |
| トイズファクトリー                               | 五十音ことは（沢城みゆき） | MIRAI インストール                                          | 作詞・作曲                       | アルバム『桜新町の鳴らし方。』                           |
| トイズファクトリー                               | 士夏彦雄飛（松本さち） | 神のみぞ知らない                                            | 作詞・作曲                       | アルバム『桜新町の鳴らし方。』                           |
| トイズファクトリー                               | 岸恭助（小野大輔） | phaser braver                                               | 作詞・作曲                       | アルバム『桜新町の鳴らし方。』                           |
| トイズファクトリー                               | 槍桜ヒメ、七海アオ、五十音ことは （福圓美里、藤田咲、沢城みゆき）                                                                                                  | かしましかしまっ!                                           | 共作詞・共作曲                   | アルバム『桜新町の鳴らし方。』                           |
| トイズファクトリー                               | 槍桜ヒメ、比泉秋名、七海アオ 五十音ことは、岸恭助、岸桃華 V・じゅり・F、V・りら・F （福圓美里、梶裕貴、藤田咲、沢城みゆき 小野大輔、戸松遥、大久保藍子、茅野愛衣） | またねとまたね                                              | 作詞・作曲                       | アルバム『桜新町の鳴らし方。』                           |
| トイズファクトリー                               | 槍桜ヒメ、比泉秋名（福圓美里、梶裕貴） | 鳴り響け！桜新町賛歌                                        | 作詞・作曲                       | アルバム『桜新町の鳴らし方。』                           |
| トイズファクトリー                               | イズミカワソラ | ソラまで                                                    | 作詞・作曲                       | トリビュートアルバム『タイムカプセル』                   |
| 講談社                                           | 槍桜ヒメ（福圓美里） | 夏祭り Don't cry                                            | 共作詞・作曲                     | 夜桜四重奏 〜ヨザクラカルテット〜 原作単行本限定版付属CD |
| ミュージックレイン                               | 寿美菜子 | pretty fever                                                | 作詞・作曲                       | シングル「pretty fever」                                 |
| ミュージックレイン                               | 寿美菜子 | girly highester!                                            | 作詞・作曲                       | シングル「pretty fever」                                 |
| ミュージックレイン                               | 高垣彩陽 | 夢のとなり                                                  | 作詞・作曲                       | アルバム『relation』                                     |
| ミュージックレイン                               | 戸松遥 | Q&A リサイタル!                                             | 作詞・作曲                       | シングル「Q&A リサイタル!」                              |
| ミュージックレイン                               | 豊崎愛生 | letter writer                                               | 作詞・作曲                       | アルバム『Love letters』                                 |
| ミュージックレイン                               | 豊崎愛生 | それでも願ってしまうんだ                                    | 作詞                             | アルバム『caravan!』                                     |
| ミュージックレイン                               | 夏川椎菜 | クラクトリトルプライド                                      | 作曲                             | シングル「クラクトリトルプライド」                       |
| ミュージックレイン                               | 夏川椎菜 | ハレノバテイクオーバー                                      | 作詞・作曲                       | アルバム『コンポジット』                                 |
| BITANSAN.inc                                     | nicoten | 真夜中特急ノスタル号                                        | 作詞・共編曲                     | 配信シングル「真夜中特急ノスタル号」                     |
| エピックレコードジャパン                         | 西川貴教 | Bright Burning Shout                                        | 作詞                             | シングル「Bright Burning Shout」                         |
| アニプレックス                                   | LiSA | 妄想コントローラー                                          | 作曲・ベース                     | ミニアルバム『Letters to U』                             |
| アニプレックス                                   | LiSA | confidence driver                                           | 作曲・ベース                     | シングル「oath sign」                                    |
| アニプレックス                                   | LiSA | now and future                                              | 作曲・ベース                     | アルバム『LOVER"S"MiLE』                                 |
| アニプレックス                                   | LiSA | ROCK-mode                                                   | 共作詞・作曲・ベース             | アルバム『LOVER"S"MiLE』                                 |
| アニプレックス                                   | LiSA | ジェットロケット                                            | 作詞・作曲・ベース               | アルバム『LOVER"S"MiLE』                                 |
| アニプレックス                                   | LiSA | best day,best way                                           | 作詞・作曲                       | シングル「best day,best way」                            |
| アニプレックス                                   | LiSA | say my nameの片想い                                         | 共作詞・作曲                     | アルバム『LANDSPACE』                                    |
| アニプレックス                                   | LiSA | Rising Hope                                                 | 共作詞・作曲                     | シングル「Rising Hope」                                  |
| アニプレックス                                   | LiSA | rapid life シンドローム                                     | 作詞・作曲                       | アルバム『Launcher』                                     |
| アニプレックス                                   | LiSA | Bad Sweet Trap                                              | 共作詞・作曲                     | アルバム『Launcher』                                     |
| アニプレックス                                   | LiSA | Hi FiVE!                                                    | 共作詞・作曲                     | ミニアルバム『LUCKY Hi FiVE!』                           |
| アニプレックス                                   | LiSA | Brave Freak Out                                             | 作詞                             | シングル「Brave Freak Out」                              |
| アニプレックス                                   | LiSA | ツヨガリ・ファンファーレ                                    | 作曲                             | シングル「Brave Freak Out」                              |
| アニプレックス                                   | LiSA | Catch the Moment                                            | 作曲                             | シングル「Catch the Moment」                             |
| SACRA MUSIC                                      | LiSA | そしてパレードは続く                                        | 作詞・作曲                       | アルバム『LiTTLE DEViL PARADE』                          |
| SACRA MUSIC                                      | LiSA | Sailor Spark Operation!                                     | 作詞・コーラス・ベース           | シングル「だってアタシのヒーロー。」                     |
| SACRA MUSIC                                      | LiSA | Thrill, Risk, Heartless                                     | 作詞                             | 配信シングル「Thrill, Risk, Heartless」                  |
| SACRA MUSIC                                      | LiSA | Believe in ourselves                                        | 共作詞・作曲                     | ベストアルバム『LiSA BEST -Way-』                        |
| SACRA MUSIC                                      | LiSA | 赤い罠 (who loves it?)                                      | 共作詞・作曲                     | シングル「赤い罠 (who loves it?)/ADAMAS」                |
| SACRA MUSIC                                      | LiSA | やくそくのうた                                              | 作詞・作曲                       | シングル「紅蓮華」                                       |
| SACRA MUSIC                                      | LiSA | Chill-Chill-Dal-Da                                          | 作詞                             | シングル「unlasting」                                    |
| SACRA MUSIC                                      | LiSA | マコトシヤカ                                                | 作詞・作曲                       | アルバム『LEO-NiNE』                                     |
| SACRA MUSIC                                      | LiSA | HADASHi NO STEP                                             | 作曲                             | シングル「HADASHi NO STEP」                              |
| SACRA MUSIC                                      | LiSA | rapid lady ハレーション                                     | 作詞・作曲                       | シングル「HADASHi NO STEP」                              |
| SACRA MUSIC                                      | LiSA | た、い、せ、つ Pile up                                      | 共作詞・作曲                     | シングル「HADASHi NO STEP」                              |
| SACRA MUSIC                                      | LiSA | Shouted Serenade                                            | 共作詞・作曲                     | シングル「Shouted Serenade」                             |
| SACRA MUSIC                                      | halca | あれこれドラスティック feat. 鈴木愛奈                       | 作詞・共作曲                     | シングル「誰彼スクランブル/あれこれドラスティック」      |
| SACRA MUSIC                                      | halca | 誰彼スクランブル                                            | 作詞・作曲                       | シングル「誰彼スクランブル/あれこれドラスティック」      |
| Lantis                                           | 大橋彩香 | Sentimen-Truth                                              | 作詞                             | アルバム『PROGRESS』                                     |
| Lantis                                           | 梶裕貴 | Hello!                                                      | 作曲                             | シングル「Hello!」                                       |
| Lantis                                           | 梶裕貴 | ジャイキリ                                                  | 作曲                             | シングル「Hello!」                                       |
| Lantis                                           | スフィア | vivid brilliant door!                                       | 作詞・作曲                       | シングル「Vivid brilliant door!」                        |
| Lantis                                           | 田所あずさ | Come on, A-Z!! (before the CUE)                             | 作詞・作曲・ベース               | アルバム『It's my CUE.』                                 |
| Lantis                                           | 田所あずさ | 運命ジレンマ                                                | 作詞・作曲                       | シングル「運命ジレンマ」                                 |
| Lantis                                           | 田所あずさ | 僕は空を飛べない                                            | 作詞・作曲                       | アルバム『So What?』                                     |
| Lantis                                           | 田所あずさ | ギミーシェルター・ブライトネス                              | 作詞                             | アルバム『So What?』                                     |
| Lantis                                           | TRUE | パズル                                                      | 作曲                             | アルバム『Lonely Queen’s Liberation Party』              |
| Lantis                                           | ARCANA PROJECT | たゆたえ、七色                                              | 作詞                             | シングル「たゆたえ、七色」                               |
| Lantis                                           | ARCANA PROJECT | とめどない潮騒に僕たちは何を歌うだろうか                    | 作詞                             | シングル「とめどない潮騒に僕たちは何を歌うだろうか」     |
| Lantis                                           | ARCANA PROJECT | 快晴のエスタリスタ                                          | 作詞                             | アルバム『創世記』                                       |
| Lantis                                           | 花園羽香里(CV.本渡 楓)、院田唐音(CV.富田美憂)、好本 静(CV.長縄まりあ)、栄逢凪乃(CV.瀬戸麻沙美)、薬膳楠莉(CV.朝井彩加)                                              | 大大大大大好きな君へ♡                                       | 共作曲・共編曲                   | シングル『大大大大大好きな君へ♡』                        |
| Lantis                                           | 花園羽々里(上坂すみれ) | 今日のエンディングは私が買い取ったから好きにしていいわよね♡ | 共作曲・共編曲                   | シングル『大大大大大好きな君へ♡』                        |
| A-Sketch                                         | みみめめMIMI | サヨナラ嘘ツキ                                              | プロデュース                     | シングル「サヨナラ嘘ツキ」                               |
| インペリアルレコード                             | a flood of circle | ミッドナイト・クローラー                                    | プロデュース、共作詞・共作曲     | アルバム『a flood of circle』                            |
| インペリアルレコード                             | a flood of circle | 夏の砂漠                                                    | プロデュース、共作曲             | シングル「13分間の悪夢」                                 |
| インペリアルレコード                             | a flood of circle | 美しい悪夢                                                  | プロデュース、共作曲             | シングル「13分間の悪夢」                                 |
| インペリアルレコード                             | a flood of circle | DEAR MY ROCKSTEADY                                          | プロデュース、共作曲             | シングル「13分間の悪夢」                                 |
| インペリアルレコード                             | a flood of circle | まだ世界は君のもの                                          | 作詞・作曲・共編曲               | アニバーサリーアルバム『GIFT ROCKS』                     |
| ポニーキャニオン                                 | DIALOGUE+ | はじめてのかくめい!                                         | 作詞・作曲・ベース               | シングル「はじめてのかくめい!」                          |
| ポニーキャニオン                                 | DIALOGUE+ | ダイアローグ＋インビテーション!                             | プロデュース                     | シングル「はじめてのかくめい!」                          |
| ポニーキャニオン                                 | DIALOGUE+ | 大冒険をよろしく                                            | 作詞・作曲・ベース・プロデュース | ミニアルバム『DREAMY-LOGUE』                             |
| ポニーキャニオン                                 | DIALOGUE+ | パジャマdeパーティ                                          | 作曲・プロデュース               | ミニアルバム『DREAMY-LOGUE』                             |
| ポニーキャニオン                                 | DIALOGUE+ | 好きだよ、好き。                                            | 作詞・作曲・プロデュース         | ミニアルバム『DREAMY-LOGUE』                             |
| ポニーキャニオン                                 | DIALOGUE+ | Domestic Force!!                                            | 作曲・プロデュース               | ミニアルバム『DREAMY-LOGUE』                             |
| ポニーキャニオン                                 | DIALOGUE+ | トーク！トーク！トーク！                                    | 作曲・プロデュース               | ミニアルバム『DREAMY-LOGUE』                             |
| ポニーキャニオン                                 | DIALOGUE+ | ぼくらは素敵だ                                              | 作詞・作曲・プロデュース         | ミニアルバム『DREAMY-LOGUE』                             |
| ポニーキャニオン                                 | DIALOGUE+ | あたりまえだから                                            | 作詞・作曲・プロデュース         | 配信シングル「あたりまえだから」                         |
| ポニーキャニオン                                 | DIALOGUE+ | 人生イージー?                                               | 作詞・作曲・プロデュース         | シングル「人生イージー?」                                |
| ポニーキャニオン                                 | DIALOGUE+ | 走れ                                                        | 共作詞・プロデュース             | シングル「人生イージー?」                                |
| ポニーキャニオン                                 | DIALOGUE+ | あやふわアスタリスク                                        | 作詞・作曲・ベース・プロデュース | シングル「あやふわアスタリスク」                         |
| ポニーキャニオン                                 | DIALOGUE+ | 花咲く僕らのアンサーを                                      | プロデュース                     | シングル「あやふわアスタリスク」                         |
| ポニーキャニオン                                 | DIALOGUE+ | 上々だ                                                      | 作詞・プロデュース               | Blu-ray「ぼくたちのかくめい! オンライン」                |
| ポニーキャニオン                                 | DIALOGUE+ | また立ち上がる                                              | 作詞・共作曲・プロデュース       | Blu-ray「ぼくたちのかくめい! オンライン」                |
| ポニーキャニオン                                 | DIALOGUE+ | かいかいせんげん！                                          | 作詞・作曲・編曲・プロデュース   | Blu-ray「ぼくたちのかくめい! オンライン」                |
| ポニーキャニオン                                 | DIALOGUE+ | 夏の花火と君と青                                            | 共作詞・ベース・プロデュース     | 配信シングル「夏の花火と君と青」                         |
| ポニーキャニオン                                 | DIALOGUE+ | おもいでしりとり                                            | 作詞・作曲・ベース・プロデュース | シングル「おもいでしりとり」                             |
| ポニーキャニオン                                 | DIALOGUE+ | シュガーロケット                                            | ベース・プロデュース             | シングル「おもいでしりとり」                             |
| ポニーキャニオン                                 | DIALOGUE+ | I my me mind                                                | 共作曲・プロデュース             | アルバム『DIALOGUE+1』                                   |
| ポニーキャニオン                                 | DIALOGUE+ | 20xxMUEの光                                                 | 作曲・プロデュース               | アルバム『DIALOGUE+1』                                   |
| ポニーキャニオン                                 | DIALOGUE+ | 謎解きはキスのあとで                                        | プロデュース                     | アルバム『DIALOGUE+1』                                   |
| ポニーキャニオン                                 | DIALOGUE+ | プライベイト                                                | プロデュース                     | アルバム『DIALOGUE+1』                                   |
| ポニーキャニオン                                 | DIALOGUE+ | Sincere Grace                                               | 作詞・作曲・ベース・プロデュース | アルバム『DIALOGUE+1』                                   |
| ポニーキャニオン                                 | DIALOGUE+ | ドラマティックピース!!                                      | 作詞・作曲・プロデュース         | アルバム『DIALOGUE+1』                                   |
| ポニーキャニオン                                 | DIALOGUE+ | 透明できれい                                                | 作詞・プロデュース               | アルバム『DIALOGUE+1』                                   |
| ポニーキャニオン                                 | DIALOGUE+ | はっちゃけダイアローグ＋クリスマス！                        | 作詞・プロデュース               | 配信シングル「はっちゃけダイアローグ＋クリスマス！」     |
| ポニーキャニオン                                 | DIALOGUE+ | 僕らが愚かだなんて誰が言った                                | 作詞・作曲・プロデュース         | シングル「僕らが愚かだなんて誰が言った」                 |
| ポニーキャニオン                                 | DIALOGUE+ | パンケーキいいな                                            | プロデュース                     | シングル「僕らが愚かだなんて誰が言った」                 |
| ポニーキャニオン                                 | DIALOGUE+ | 恋は世界定理と共に                                          | 作詞・プロデュース               | シングル「恋は世界定理と共に」                           |
| ポニーキャニオン                                 | DIALOGUE+ | ガガピーガガ                                                | 作曲・プロデュース               | シングル「恋は世界定理と共に」                           |
| ポニーキャニオン                                 | DIALOGUE+ | デネブとスピカ                                              | 作詞・作曲                       | シングル「デネブとスピカ」                               |
| ポニーキャニオン                                 | DIALOGUE+ | イージー？ハード？しかして進めっ！                          | 作詞・作曲                       | シングル「イージー？ハード？しかして進めっ！」           |
| ポニーキャニオン                                 | DIALOGUE+ | アリバイなカーテシー                                        | 作曲                             | シングル「アリバイなカーテシー」                         |
| ポニーキャニオン                                 | DIALOGUE+ | カクノゴトキdance                                           | 作詞                             | シングル「アリバイなカーテシー」                         |
| ポニーキャニオン                                 | DIALOGUE+ | ロックンロール！                                            | 作詞                             | シングル「TREASURE!」                                    |
| ポニーキャニオン                                 | 内田真礼 | ギミー!レボリューション                                     | 作曲                             | シングル「ギミー!レボリューション」                      |
| ポニーキャニオン                                 | 内田真礼 | Hello, 1st contact!                                         | 作詞・作曲                       | アルバム『PENKI』                                        |
| ポニーキャニオン                                 | 内田真礼 | Hello, future contact!                                      | 作詞・作曲                       | アルバム『PENKI』                                        |
| ポニーキャニオン                                 | 内田真礼 | Shiny drive, Moony dive                                     | 作詞・作曲                       | ミニアルバム『Drive-in Theater』                         |
| ポニーキャニオン                                 | 内田真礼 | Smiling Spiral                                              | 作詞・作曲                       | ミニアルバム『Drive-in Theater』                         |
| ポニーキャニオン                                 | 内田真礼 | セツナ Ring a Bell                                          | 作詞・作曲                       | アルバム『Magic Hour』                                   |
| ポニーキャニオン                                 | 内田真礼 | take you take me BANDWAGON                                  | 作詞・作曲                       | アルバム『Magic Hour』                                   |
| ポニーキャニオン                                 | 内田真礼 | 共鳴レゾンデートル                                          | 作詞・作曲                       | ミニアルバム『you are here』                             |
| ポニーキャニオン                                 | 内田真礼 | 永遠なんかありえない                                        | 作詞・作曲                       | アルバム『TOKYO-BYAKUYA』                                |
| ポニーキャニオン                                 | にゅーろん★くりぃむそふと | むにゃむにゃゲッチュー恋吹雪!                               | 作詞・作曲                       | シングル「むにゃむにゃゲッチュー恋吹雪！」               |
| ポニーキャニオン                                 | 本城香澄 (CV. 岩橋由佳) | せーので跳べって言ってんの!                                 | 作詞・作曲                       | シングル「Re:ステージ! ドリームデイズ♪SONG SERIES③」     |
| ポニーキャニオン                                 | KiRaRe | We Remember                                                 | 作詞                             | 「Re:ステージ!」コンセプトアルバム『Chain of Dream』     |
| ポニーキャニオン                                 | 鬼頭明里 | 23時の春雷少女                                              | 作詞・作曲                       | アルバム『STYLE』                                        |
| 5pb.Records                                      | 亜咲花 | Raise Your Heart!!                                          | 共作詞・作曲                     | アルバム『HEART TOUCH』                                  |
| BEATSISTA                                        | 椎名慶治 | 人生スパイス-go for broke-                                  | 作曲・共編曲                     | アルバム『I & key EN II』                                |
| iDOL Street                                      | わーすた | 清濁あわせていただくにゃー                                  | 作詞・作曲                       | ミニアルバム『What's "standard"!?』                      |
| Sony Records                                     | DISH// | ビリビリ☆ルールブック                                       | 作詞・作曲                       | アルバム『Junkfood Junction』                            |
| cover corp.                                      | 天音かなた | 特者生存ワンダラダー!!                                      | 作詞・作曲・ベース               | シングル「特者生存ワンダラダー！！」                     |
| cover corp.                                      | 角巻わため | My song                                                     | 作詞                             | アルバム『わためのうた vol.2』                           |
| cover corp.                                      | 星街すいせい | 灼熱にて純情 (wii-wii-woo)                                  | 作詞・作曲                       | アルバム『Specter』                                      |
| KING AMUSEMENT CREATIVE                          | 水瀬いのり | 僕らだけの鼓動                                              | 作詞・作曲                       | アルバム『glow』                                         |
| バンダイナムコエンターテインメント               | 初星学園（学園アイドルマスター） | Campus mode!!                                               | 作詞・作曲                       | 配信シングル「Campus mode!!」                            |

## 演奏参加

### 日本コロムビア
- メロキュア
  - 1st Priority [メロキュア meets 末光篤 a.k.a. SUEMITSU & THE SUEMITH]（ベース、アルバム「メロディック・スーパー・ハード・キュア」）
- THE IDOLM@STER
  - CRIMSON LOVERS（ベース、アルバム「THE IDOLM@STER MASTER PRIMAL ROCKIN' RED」）

### エイベックス・ピクチャーズ
- Run Girls, Run!
  - キラリスト・ジュエリスト（ベース、シングル「Share the light」収録）

### I BLUE
- CYNHN
  - ラルゴ（ベース、アルバム「タブラチュア」収録）

## たっちレディオ
田淵が好きなアニメソング作家のひとり、田代智一と自身田淵智也によるインターネットラジオ（ポッドキャスト）である。
2011年4月に始まり、毎週日曜日更新している。閉塞感を打破するのが目的。主に田代宅で収録している。(2020年以降はリモートでの収録も増えている。)
一回の放送時間は30〜40分前後。
放送開始時より「田っ智レディオ」と題していたが、2015年2月10日以降はひらがな読みの「たっちレディオ」と呼称している。
通常回で主に扱う話題は投稿メッセージへの対応、時事ニュース、サブカルチャー（アニメ、漫画など）、音楽（ポップス、アニメソング、楽曲制作）が多い。内容はエピソードタイトルで大まかにわかるようになっている。

### キャスト
メインパーソナリティは田代智一と田淵智也。合間にこのインターネットラジオ番組の構成作家、ディレクターの小寺寛志（愛称：デラさん）がコメントすることがある。
- 田代智一
- 田淵智也
- 小寺寛志

### 投稿コーナー
リスナーが投稿できるコーナーがあった（現在は全て終了している）ほか、感じた閉塞感、二人に話して欲しいこと、して貰いたいこと、感想の投稿を募集していた。不定期に投稿メッセージだけを特集した回もあった。
とっても大好きドエムもん
ドMなエピソードを投稿してもらうコーナー
アンジェリーナ・不条理
生きていて不条理に思ったことを投稿してもらうコーナー
田っ智ディクショナリー
専門用語を二人に教えるコーナー
お願いギブ・アンド・テイク
もしも願いが叶うなら、これを諦めるということを投稿してもらうコーナー
キュンとしてブー
他人には理解されず、自分だけがキュンとすることを投稿するコーナー

### ゲスト
ゲストが出演する際は前編・後編の2回に分かれることが慣例になっている。
- 畑亜貴（第43,44,238,239,307,308,353,355,380,381回） - アニメソングを数多く手がける作詞家。
- 徳永愛（第49,50回） - 声優、歌手。オープニングテーマを歌っている。
- 奥井亜紀（第68,69回）‐ 女性シンガーソングライター。
- 野間勤（第71,72,126回） - 図書館司書（一般人）
- リタ・ジェイ（第97,98回）- 芸人、イラストレーター。
- 黒須克彦（第108,109,134,178,179,238,239,353,355回）- ベーシスト、作曲家、編曲家。
- イズミカワソラ（第123,124回）‐ 女性シンガーソングライター。
- 新井弘毅（第136,137,350,351回） - プライベートでも仕事でも関わりがあるミュージシャン。
- やしきん（第151 - 153回） - 同じく、プライベートでも仕事でも関わりがあるミュージシャン。
- 鈴木このみ（第154,155回）- 最年少ゲスト。アニメソングシンガー。1stシングルが田代智一、畑亜貴提供。
- 常見陽平（第161,162回） - 人材コンサルタント、評論家。
- ヨシナガ（第167,168回） - サラリーマンクリエイター。
- タニザワトモフミ（第182,183,245回） - シンガーソングライター。
- 山田高弘（第189,190回） - 作曲・編曲家。
- 武者慶佑（第201,202,225,226,332,646回） - アニメコンテンテンツマーケティングプランナー・日本グミ協会 会長。
- 浅岡雄也（第222,223回） - 元FIELD OF VIEW（ボーカル）・シンガーソングライター・作詞家・作曲家。
- サンキュータツオ （第233,234,258,306,307,308,358,359,360,490,491,638,639,643,645,696,697回） - 芸人（米粒写経）、日本語学者。
- Mr.醤油工場（小野塚博之）（第243,244,245,261,309,310,311,312,357,358,359,360,362回） - マンガ大賞選考員（一般人）。
- 澄川龍一（第254,255,256回） - アニメ音楽専門雑誌リスアニ編集長。
- 益子和隆（第277,278,382,383,564,565回） - フリーランス編集者。
- 蒼樹うめ（第282,283,309,310,311,312回） - 漫画家。
- 田所あずさ（第289,290回） - 声優、歌手。
- 斎藤滋（第289,290,315,316,341,342回） - ランティスプロデューサー。
- 西田征史（第344,345回） - 映画監督、脚本家。
- 小松未可子（第377,378回） - 声優、歌手。
- 小林愛香（第476,511,608,609,654,698回） - 声優、歌手。
- eba（第492,493回） - 作曲家、cadode。
- syudou (第702,703回)  - シンガーソングライター、音楽プロデューサー、ボカロP

### テーマソング

#### オープニングテーマソング
オープニングテーマソングとして「なんてこった林檎」が第1回から使用されている。田代智一が作曲した。
当初、タイトルや歌詞はなくインスト曲だったが、田代智一が詞を畑亜貴に、歌を徳永愛にそれぞれ依頼し快諾、制作された。作詞した畑亜貴がゲスト出演した第43回（2012年2月12日）にて楽曲が初披露、制作エピソードが披露された。
新曲の「Uターン」と「なんてこった林檎」の英語歌唱版「Anti-gravity VIEWS!」がカップリング収録されたCDシングルが2012年12月12日に田代智一のインディーズレーベルCHMONOTH COM.（くものすこむ）よりリリースされた。一般のCDショップでは販売・取扱しておらず、通信販売サイトのAmazon.comやメロンブックスで販売している。
また、Gumroadでデジタル配信もしている。
1. なんてこった林檎 [3:20]
作詞：畑亜貴、作曲・編曲：田代智一、歌：徳永愛
2. Uターン [2:33]
作詞・作曲・編曲：田代智一、歌：徳永愛
3. Anti-gravity VIEWS! [3:20]
作詞：畑亜貴、英訳詞：Anastasia Moreno、作曲・編曲：田代智一、歌：徳永愛
4. Uターン [off vocal]
5. なんてこった林檎 [off vocal]

#### エンディングテーマソング
タイトル不明。第1回から使用されている。田淵智也が作曲した。テーマは「おうちへ帰ろう」。インスト曲。歌詞は未定。